# Grace Metalious
Grace Metalious (nascida Marie Grace DeRepentigny, Manchester, 8 de setembro de 1924 – Boston, 25 de fevereiro de 1964) foi uma escritora norte-americana, conhecida pelo seu polêmico livro Peyton Place.
Nasceu numa casa pobre e periférica em 8 de setembro de 1924, numa área de engenho em Manchester, New Hampshire.  Imaginativa, começou a escrever desde pequena. Na adolescência, casou com George Metalious, tornou-se dona de casa e mãe, vivendo praticamente na miséria, mas continuando a escrever.
Em 1956, chamou a atenção de um editor com Peyton Place, que se tornou o primeiro blockbuster do setor de livros. Apesar de ter sido criticado pelo clero e visto pela maioria dos críticos como lixo, permaneceu no topo lista dos bestsellers do New York Times por mais de um ano e tornou-se um fenômeno internacional. Os segredos obscuros da pequena cidade dda Nova Inglaterra conquistaram milhares de leitores mundo afora. Peyton Place parece ter sido uma combinação de algumas cidades de New Hampshire: Gilmanton, a vila onde ela morou (que se ressentiu da notoriedade), Laconia, a única cidade próxima de tamanho comparável a Peyton Place e o lugar onde estava situado o bar favorito de Grace, e Alton, onde poucos anos antes uma filha assassinara o pai, que abusava dela (incesto).  Hollywood não perdeu tempo e um ano após a publicação do livro, lançou o filme Peyton Place, que passou a ser o maior sucesso de bilheteria até então.
Metalious chegou a dizer que era uma escritora horrível e que seu trabalho era um lixo, mas sua obra de maior sucesso transformou a indústria de livros para sempre. Em relação ao seu sucesso, ela declarou "Se eu sou uma péssima escritora, então um número incrível de pessoas tem mau gosto".
Seus outros livros, que nunca alcançaram o mesmo sucesso do primeiro, foram Return to Peyton Place (1959), The Tight White Collar (1961) e No Adam in Eden (1963).
Metalious morreu de cirrose em 25 de fevereiro de 1964. "Se tivesse que fazer tudo de novo", ela relatou, "seria mais fácil ser pobre".
Em 2006, a atriz americana Sandra Bullock tinha aceitado participar de um filme que contaria a vida da autora. Sandra Bullock faria o papel de Grace Metalious, mas o filme não chegou a ser rodado.